# プロテクター電光石火
『プロテクター電光石火』（英: The Protectors）は、ジェリー・アンダーソンが制作したイギリスのテレビドラマである。1972年から1974年に30分枠で2シーズン52話が放送された。
日本（関東地区）では、1972年から1973年まで日本テレビが第1シーズン26話を放送した後、1975年から1976年まで東京12チャンネル（現・テレビ東京）が『華麗なる諜報』と改題した上で第1シーズン（再放送）と第2シーズン26話を放送した。21世紀では2024年7月14日からスーパー!ドラマTVで旧マスターまま放送されている。
アクションドラマではあるがSFではないため、この時代に日本でも放送されたアンダーソン作品の中では『ロンドン指令X』と並び、もっとも知られていない作品である。

## 概要
プロテクターとは、民間の国際的探偵組織。日本語版オープニング・ナレーションによると、アメリカCIA、フランス秘密警察、イギリス情報部MI5なども事件解決を依頼する、エリート中のエリートである。そのメンバーであるハリー・ルール（アメリカ人、ロンドン在住）、キャロライン・ディ・コンティーニ伯爵夫人（イギリス出身、ローマ在住）、ポール・ブーシェ（フランス人、パリ在住）らの、主にヨーロッパ各地で起こるさまざまな事件に挑む姿を描く。
冒頭にもあるように、スーパーマリオネーションによるSFシリーズで有名なジェリー・アンダーソンが、『謎の円盤UFO』に続いて制作したライブ・ドラマだが、SF色の全く無いアクションものである。30分枠の1話完結スタイル（一部前後編の回もあり）だが、それであるがゆえのテンポのいい展開で、イギリス本国では人気を博し、1シーズンの制作が多いアンダーソンのドラマの中で、フルに2シーズンの制作がされた数少ない作品でもある。
イギリス制作ながら、アメリカ市場を意識して『0011ナポレオン・ソロ』のロバート・ヴォーンが主役のハリーに配されている。ニュージーランド出身のニリー・ドーン・ポーター演ずるキャロラインは、イギリス貴族でイタリアの資産家の未亡人。絵画骨董品の盗難事件が専門で、フェンシングの名手。その華麗なファッションも話題になった。シンガポール生まれのイギリス人で、BBCのアナウンサーでもあったトニー・アンホルトは、パリジャンのポールを演じている。アンホルトは、次回作の『スペース1999』第2シーズンにもレギュラー出演した。
その他には、キャロラインの運転手で空手の達人のチノ役に、中国人とブラジル人の両親を持つアンソニー・チン。彼は、『謎の円盤UFO』でスカイダイバーの乗員やエイリアン役を演じ、後に映画『007 美しき獲物たち』や『フィフス・エレメント』にも出演している。また、ハリーの助手で柔道の達人のユキ役で、1964年東京オリンピックのコンパニオンから国際女優に転身した永積靖子も出演。永積は、映画『007は二度死ぬ』の風呂場のシーンに登場（クレジットはされていない）。『スペース1999』第2シーズンのヤスコも演じた。このような出演者陣で、本シリーズは国際色豊かな雰囲気を出している。

## キャスト
- ハリー・ルール：ロバート・ヴォーン（声：矢島正明）
- キャロライン・ディ・コンティーニ伯爵夫人：ニリー・ドーン・ポーター（声：藤波京子）
- ポール・ブーシェ：トニー・アンホルト（声：野田圭一）
- チノ（伯爵夫人の運転手）：アンソニー・チン
- ユキ（ハリーの日本人助手、原語版ではSuki）：永積靖子
- 日本語版オープニング・ナレーション：浦野光

## スタッフ
- 制作総指揮：シャーウッド・プライス
- 制作：ジェリー・アンダーソン、レッグ・ヒル（英語版）

## サブタイトルリスト

### 第1シーズン
| 英 話 数 | 英語サブタイトル                       | 日 話 数 | 日本語サブタイトル       |
| -------- | -------------------------------------- | -------- | ------------------------ |
| 1        | 2000 ft to Die                         | 1        | 標的はフィアンセ         |
| 2        | Brother Hood                           | 2        | 脱獄25万ドル             |
| 7        | The Quick Brown Fox                    | 3        | 第四帝国を阻止せよ       |
| 9        | Thinkback                              | 4        | 西半球犯罪組織壊滅       |
| 11       | Balance of Terror                      | 5        | 細菌工作をたたけ！       |
| 25       | The First Circle                       | 6        | 恐怖の大乱射             |
| 17       | The Big Hit                            | 7        | ハリー暗殺命令           |
| 12       | Tripple Cross                          | 8        | 宝石強奪計画             |
| 4        | Disappearing Trick                     | 9        | 血ぬられた蒸発           |
| 18       | One and One Makes One                  | 10       | 変身と拷問               |
| 23       | Your Witness                           | 11       | ギャング団大混戦         |
| 15       | The Bodyguards                         | 12       | 死体の用心棒             |
| 13       | The Numbers Game                       | 13       | 白い粉の恐怖             |
| 10       | A Kind of Wild Justice                 | 14       | ブロンド美人の凶弾       |
| 8        | King Con                               | 15       | ダイヤで殺セ！           |
| 14       | For the Rest of Your Natural...        | 16       | 伯爵夫人危機一髪         |
| 16       | A Matter of Life and Death             | 17       | 怪！ヒッピーの事故死     |
| 6        | It Was All Over in Leipzig             | 18       | 地中海の嵐               |
| 24       | It Could Be Practically on the Island  | 19       | たかが小犬一匹で         |
| 5        | Ceremony for the Dead                  | 20       | 死の儀式                 |
| 19       | Talkdown                               | 21       | 罠にかかったプロテクター |
| 21       | ... With a Little Help from My Friends | 22       | 死んだ筈だよハリー       |
| 20       | Vocal                                  | 23       | 声                       |
| 22       | Chase                                  | 24       | 危険な時は塔へ行け       |
| 26       | A Case for the Right                   | 25       | 名誉と栄光の為に         |
| 3        | See No Evil                            | 26       | 姿なき暗黒の帝王         |

### 第2シーズン
| 英 話 数 | 英語サブタイトル          | 日 話 数 | 日本語サブタイトル         |
| -------- | ------------------------- | -------- | -------------------------- |
| 3        | Fighting Fund             | 1        | 赤軍ショック療法           |
| 12       | Decoy                     | 2        | 爆死のからくり             |
| 5        | Baubles Bangles and Beads | 3        | 宝石に札束・裏切りに死を   |
| 16       | The Bridge                | 4        | 仕掛け人ハリー             |
| 11       | Dragon Chase              | 5        | 自由への警鐘               |
| 17       | Sugar and Spice           | 6        | ハリー先生と殺し屋達       |
| 19       | The Tiger and the Goat    | 7        | 小山羊は虎に狙われる       |
| 2        | Bagman                    | 8        | 孤島の対決                 |
| 20       | Route 27                  | 9        | 麻薬ルート27               |
| 21       | Trial                     | 10       | 3時には爆薬                |
| 6        | Petard                    | 11       | 産業スパイ大作戦           |
| 25       | The Insider               | 12       | 消滅点を割り出せ！         |
| 24       | Wheels                    | 13       | 道なき道を大疾走           |
| 14       | Zeke's Blues              | 14       | さらば友よ                 |
| 4        | The Last Frontier         | 15       | 亡命は愛をこめて           |
| 26       | Blockbuster               | 16       | 消えたプラチナの謎         |
| 7        | Goodbye George            | 17       | ベニスに消えた男           |
| 13       | Border Line               | 18       | 故国潜入は死体を           |
| 18       | Burning Bush              | 19       | 霊魂が私を呼ぶ             |
| 15       | Lena                      | 20       | 必殺！恨みの一弾           |
| 1        | Quin                      | 21       | 極悪非道!! 死の商人        |
| 22       | Shadbolt                  | 22       | 殺しの挽歌                 |
| 10       | Implicado                 | 23       | マドリッドの罠             |
| 23       | A Pocketful of Posies     | 24       | 幻覚が彼女を…              |
| 8        | WAM (Part one)            | 25       | 山頂のハイジャック（前編） |
| 9        | WAM (Part two)            | 26       | 山頂のハイジャック（後編） |

## 日本での放送局
前半14話
- 土曜 21:00 - 21:30
  - 日本テレビ（制作局）
  - 札幌テレビ[2]
  - 青森放送[3]
  - テレビ岩手[3]
  - 秋田放送[3]
  - 山形放送[3]
  - 宮城テレビ[3]
  - 福島中央テレビ[3]
  - 山梨放送[4]
  - 北日本放送[5]
  - 福井放送[5]
  - 名古屋テレビ[4]
  - 広島テレビ[6]
  - 西日本放送[7]

後半12話
- 日曜 24:15 - 24:45
  - 日本テレビ（制作局）1973年7月1日～9月16日[8]

- 木曜 24:00 - 24:30
  - 広島ホームテレビ 1974年10月3日～12月19日[9]